# 880 Герба
880 Герба (880 Herba) — астероїд головного поясу, відкритий 22 липня 1917 року.
Тіссеранів параметр щодо Юпітера — 3,122.